# 2001: O odisee spațială (roman)
2001: O odisee spațială este un roman științifico-fantastic din 1968 scris de Arthur C. Clarke. A fost conceput concomitent cu versiunea de film a lui Stanley Kubrick și publicat după apariția filmului. Intriga are la bază idei din mai multe povestiri ale lui Clarke, în special „Sentinela” (scrisă în 1948 pentru un concurs organizat de BBC, dar publicată abia în 1951 sub titlul „Sentinel of Eternity”). Detaliile despre colaborarea dintre Clarke și Kubrick la acest proiect se regăsesc în cartea The Lost Worlds of 2001 (1972).
Prima parte a romanului (în care extratereștrii influențează strămoșii primitivi ai oamenilor) este similară din punct de vedere al intrigii cu o povestire mai veche a lui Clarke, „Fantastica întâlnire din zori”.

## Intriga
O rasă extraterestră ancestrală și necunoscută folosește un dispozitiv de forma unui monolit cristalin gigantic pentru a investiga lumile de pe cuprinsul galaxiei și, acolo unde este posibil, încurajează dezvoltarea vieții inteligente. Cartea prezintă apariția unui asemenea monolit în Africa de acum 3 milioane de ani, unde inspiră un grup flămând de strămoși hominizi ai omenirii să învețe cum să folosească unelte pentru a ucide animale pentru hrană, pentru a se apăra împotriva prădătorilor și pentru a pune capăt luptelor cu alte triburi. De asemenea, el le trezește interesul pentru planificarea evenimentelor, având un rol covârșitor în depășirea stadiului de oameni-maimuță.
Acțiunea se mută la câteva milioane de ani în viitor, în anul 1999, prezentând călătoria spre Lună a dr. Heywood Floyd pentru a studia o perturbație magnetică prezentă în craterul Tycho și denumită Tycho Magnetic Anomaly One (TMA-1). O excavație desfășurată în zonă aduce la lumină un monolit negru, realizat conform proporțiilor 1:4:9 și a cărei datare îl plasează cu 3 milioane de ani în urmă, devenind prima dovadă concretă a existenței vieții extraterestre inteligente. Floyd și echipa care vizitează situl au ocazia să observe reacția monolitului la primul contact cu lumina solară: el trimite un semnal radio către unul dintre sateliții lui Saturn, Iapetus.
Din nou acțiunea se mută în viitor, de data aceasta peste doar 18 luni, ajungând în 2001. De pe Pământ este trimisă o misiune către Saturn prin intermediul navei spațiale Discovery, la bordul căreia singurele ființe umane conștiente sunt dr. David Bowman și dr. Frank Poole, ceilalți trei colegi ai lor aflându-se în hibernare și urmând a fi treziți la destinație. Nava este menținută în parametri de inteligența artificială HAL 9000, căreia ocupanții navei îi spun simplu „HAL”.
Când nava ajunge în apropierea planetei Jupiter, HAL îi informează pe cei doi despre iminența unei defecțiuni la antena parabolică de comunicații. Poole o schimbă, dar vechea antenă nu pare să prezinte nicio defecțiune; mai mult, la puțin timp după aceea, HAL semnalează că și noua antenă e pe cale de a se defecta. Bowman intră la bănuieli, iar discuția pe care o poartă cu echipa de pe Pământ le confirmă că există posibilitatea ca HAL să prezinte o defecțiune. Lucrurile iau o întorsătură urâtă: ieșind din nou în spațiu pentru a verifica problema la antenă prezentată de HAL, Poole suferă un accident ciudat și este catapultat în spațiu. Bowman urmează procedurile și încearcă să trezească un alt om care să-i ia locul colegului pierdut, dar ecluzele se deschid și nava intră într-un proces de depresurizare.
Cei trei oameni aflați în hibernare mor, dar Bowman reușește să ajungă la costumele spațiale și se salvează. Următorul pas îl constituie decuplarea lui HAL și trecerea navei pe comandă manuală, moment în care de pe Pământ i se revelează adevărata misiune: odată ajuns în dreptul planetei Saturn, el trebuie să coboare pe satelitul Iapetus pentru a depista destinația semnalului radio transmis de TMA-1. Locația respectivă prezintă un monolit similar lui TMA-1, cu aceleași proporții, dar mult mai mare. În momentul în care Bowman ajunge în dreptul lui, monolitul îl detectează și își revelează funcția pentru care fusese construit: aceea de poartă stelară. Ea se deschide în fața lui Bowman, iar ultimele sale cuvinte auzite la Centrul de Comandă sunt: „Dumnezeule... e plin de stele!”
Bowman este transportat către un sistem stelar necunoscut, unde vede o stație spațială și nave spațiale are altor specii, ajungând în cele din urmă într-o cameră de hotel obișnuită, așa cum sunt numeroase pe Pământ, construită cu atenție pentru a-i permite supraviețuirea.
În timpul somnului, amintirile sale sunt culese din interiorul minții, iar Bowman devine o entitate nemuritoare, un Copil al Stelelor.

### Capitolele cărții
| I. NOAPTE PREISTORICĂ - 1 - Drumul către pieire - 2 - Noua Stâncă - 3 - Învățare - 4 - Leopardul - 5 - Întâlnire în zori - 6 - Evoluție II. TMA-1 - 7 - Zbor special - 8 - Randevu orbital - 9 - Naveta lunară - 10 - Baza Clavius - 11 - Anomalie - 12 - Călătorie la lumina Terrei - 13 - Zorile lente - 14 - Ascultătorii III. ÎNTRE PLANETE - 15 - Discovery | - 16 - Hal - 17 - Regim de croazieră - 18 - Printre asteroizi - 19 - Depășirea lui Jupiter - 20 - Lumea zeilor IV. ABIS - 21 - Aniversare - 22 - Ieșire - 23 - Diagnostic - 24 - Circuitul defect - 25 - Primul om pe Saturn - 26 - Dialog cu Hal - 27 - Nevoia de a ști - 28 - În vid - 29 - Singur - 30 - Secretul V. LUNILE LUI SATURN - 31 - Supraviețuirea | - 32 - Privitor la extratereștri - 33 - Ambasador - 34 - Gheața orbitală - 35 - Ochiul lui Iapetus - 36 - Fratele cel Mare - 37 - Experiment - 38 - Santinela - 39 - În ochi - 40 - Ieșire VI. PRIN POARTA STELARĂ - 41 - Stația Centrală - 42 - Cerul străin - 43 - Infern - 44 - Recepție - 45 - Recapitulare - 46 - Transformare - 47 - Copilul-Stea |

## Personaje
- David Bowman - comandantul misiunii Discovery și singurul supraviețuitor uman al acesteia, pășește prin poarta stelară de pe satelitul Iapetus și se transformă într-o entitate nemuritoare, un Copil-al-Stelelor
- Frank Poole - secundul lui Bowman în misiunea Discovery, victimă a unui accident în timp ce repara antena de comunicație a navei cu Pământul, accident care îl expulzează în spațiul cosmic
- HAL 9000 - inteligență artificială care se ocupă de bunul mers al navei Discovery; ambiția sa de a se dovedi demn de misiunea încredințată îl aduce într-o stare stranie în care e dispus să ucidă tot echipajul uman de la bord pentru a asigura cu orice preț succesul misiunii; el provoacă accidente care duc la decesul tuturor oamenilor de la bord, în afara lui Bowman, care-l decuplează. Numele său vine de la Heuristic ALgoritmic, dar în continuarea 2010 se menționează zvonul că numele ar fi fost ales special pentru a o lua înaintea celor de la IBM (literele care compun numele HAL fiind cele care le preced în alfabet pe cele din numele IBM) [3]
- Doctorul Heywood Floyd - savant american desemnat să asiste la dezgroparea monolitului TMA-1 din craterul lunar Tycho
- Dimitri Moisevici - membru al Academiei de Științe a URSS, prieten foarte bun cu Floyd
- Ralph Halvorsen - administratorul Provinciei de Sud de pe Lună
- Doctorul Roy Michaels - șef de laborator pe Lună, geofizician
- Privește-Lună - om maimuță ale cărui capacități cognitive se dezvoltă sub influența monolitului extraterestru, permițându-i să devină liderul grupului său, pe care îl ajută să scape de prădători, de grupurile rivale și de foamete
- Whitehead, Kaminski și Hunter - ceilalți membri ai echipajului navei Discovery, aflați în stare de animație suspendată și decedați după depresurizarea navei

## Teme majore
Pericolul tehnologic
2001: O odisee spațială explorează descoperirile tehnologice: avantajele și riscurile lor. Computerul HAL 9000 demonstrează problemele care pot apărea atunci când oamenii construiesc mașini a căror funcționare în cele mai mici detalii nu o înțeleg pe deplin și, implicit, nu o pot controla.
Pericolul războiului nuclear
Cartea explorează pericolele asociate erei atomice. În roman, Războiul Rece pare a fi încă prezent, iar la sfârșitul său una dintre părți pare a fi lansat arme nucleare către cealaltă. Doar intervenția Copilului-Stelelor salvează omenirea. Roger Ebert notează că Stanley Kubrick ar fi vrut inițial ca prima navă spațială care apare în film să fie o bombă orbitală, dar în cele din urmă a decis să păstreze ambiguitatea asupra scopului navei. Clarke, pe de altă parte, a păstrat acest fapt în roman și l-a prezentat explicit.
Evoluția
Romanul constituie o privire panoramică asupra progresului, fie el uman sau de altă natură. Povestea urmărește evoluția civilizației umane de la stadiul primitiv de om-maimuță. În mod particular, Odiseea spațială este preocupată nu doar de evoluția care a condus la dezvoltarea omenirii, ci și de evoluția pe care ar putea-o avea omenirea în viitor. Așa se face că se prezintă metamorfoza lui Bowman într-un Copil-al-Stelelor. Romanul subliniază că teoria evoluționistă precizează faptul că omenirea nu reprezintă sfârșitul, ci doar un stadiu al procesului. Cartea imaginează că unul dintre modurile în care poate continua acest proces îl reprezintă trecerea omenirii în corpuri de roboți și, în cele din urmă, renunțarea la forma fizică.
Explorarea spațiului
La data scrierii romanului 2001: O odisee spațială omenirea nu pusese încă piciorul pe Lună. Programele de explorare spațială ale Statelor Unite și ale Uniunii Sovietice se găseau încă în stadiile incipiente, ceea ce lăsa loc suficient pentru imaginarea viitorului programului spațial. Odiseea spațială oferă una dintre aceste viziuni, un crâmpei din ceea ce ar putea deveni explorarea spațială: călătorii îndelungate de tipul zborului spre Saturn, tehnologii avansate de tipul animației suspendate, etc.
Inteligența artificială
Cartea pune întrebări despre conștiință. gândire și interacțiunea oamenilor cu mașinile. Dispoziția condescendentă a lui HAL contrastează cu comportamentul său rău intenționat. Mare parte din film și din carte, HAL pare a fi funcționat defectuos, către sfârșit revelându-se faptul că acest comportament bizar a apărut ca urmare a unui conflict între ordinele primite: HAL fusese instruit să nu divulge echipajului natura misiunii, dar comportamentul membrilor acestuia l-a făcut să presupună că scopul misiunii este pus în pericol, de unde a dedus că prezența lor la bord poate afecta prima lui îndatorire. Regresul lui HAL la stadiul programării inițiale pe măsură ce Dave îi oprește procesele este similar morții umane, iar teama lui HAL de acest proces îi provoacă remușcări lui Dave.
Elementele asociate călătoriei spațiale
Romanul este scris în mod deliberat astfel încât să-i permită cititorului o experimentare aproape directă a călătoriei spațiale și a tehnologiilor întâlnite. Secțiuni ample din carte sunt dedicate descrierilor de această natură, cititorii familiarizându-se cu mecanica orbitală și manevrele asociate călătoriei spațiale, viața cotidiană la bordul unei nave spațiale, intervențiile tehnice făcute în afara navei prin intermediul navetelor și a costumelor spațiale și chiar funcționarea unei toalete în condițiile lipsei gravitației

## Continuări
În 1982 a fost publicată o continuare a cărții, intitulată 2010: A doua odisee, aceasta fiind la rândul ei ecranizată în 1984 (fără implicarea lui Kubrick). Clarke a mai scris ulterior două continuări: 2061: A treia odisee (1987) și 3001: Odiseea finală (1997). Până la această dată, ultimele două romane nu au fost ecranizate.

## Diferențe față de film
Deși romanul și filmul au fost elaborate simultan, cartea urmează proiectul inițial, de la care versiunea finală a filmului a deviat. Aceste schimbări au avut în general la bază criterii practice legate de economia filmării, doar puține dintre ele pornind de la diferențe de opinie între Kubrick și Clarke. Cea mai importantă diferență o constituie schimbarea planetei de destinație de la Saturn la Jupiter și natura secvenței de evenimente care au dus la deconectarea lui HAL. Diferențele stilistice pot părea mai importante decât cele de conținut. O importanță mai mică o au aspectul monolitului, vârsta lui HAL și numele date în roman diferitelor nave spațiale, oamenilor-maimuță și inventatorului lui HAL.
Din punct de vedere stilistic, romanul nuanțează și detaliază multe evenimente oarecum enigmatice din film. Vincent LeBrutto nota că romanul are „o structură narativă puternică” care dă substanță poveștii, în timp ce filmul reprezintă o experiență vizuală în care majoritatea lucrurilor rămân „simbolice”. Randy Rasmussen a remarcat că personalitatea lui Heywood Floyd este diferită: în romanul lui Clarke el găsește entuziasmantă călătoria spațială, acționând ca un „purtător de cuvânt al lui Clarke”, în timp ce în film el experimentează călătoria spațială ca pe o „rutină plictisitoare”.
În film, destinația misiunii lui Discovery o reprezintă Jupiter, nu Saturn. Kubrick a apelat la Jupiter deoarece el și șeful echipei de efecte speciale, Douglas Trumbull, nu au căzut de acord asupra modelului cel mai convingător al inelelor lui Saturn pentru film. Clarke a înlocuit Saturn cu Jupiter abia în continuarea romanului, 2010: A doua odisee. Trumbull a reușit ulterior să realizeze o imagine mai convingătoare a planetei Saturn în debutul său regizoral din Silent Running.
Secvența generală a opririi lui HAL diferă în film față de carte. Afirmația inițială a lui HAL cum că unitatea AE-35 se va defecta survine în film după o conversație prelungită cu David Bowman despre „mistere” și „secretomania” ciudate și „misterioase” care însoțesc misiunea, motivate de programarea lui HAL de a trimite pe Pământ un raport psihologic al echipajului. În roman, evenimentul se petrece în timp ce Frank Poole primește un mesaj cu ocazia zilei lui de naștere.
În film, Bowman și Poole decid de capul lor să-l deconecteze pe HAL în timpul operațiunilor de reparare a antenei presupus defecte; dacă aceasta nu este defectă, atunci se dovedește că HAL prezintă o eroare de funcționare. HAL le descoperă planul citindu-le pe buze prin hublou. În romanul lui Clarke, centrul de comandă de pe Pământ le ordonă lui Bowman și Poole să-l deconecteze pe HAL dacă va dovedi o nouă eroare de funcționare prin pronosticarea eronată a defectării și celei de-a doua antene.
Tot în roman, după moartea lui Poole, Bowman încearcă să-i trezească pe ceilalți membri ai echipajului, dar HAL deschide toate ecluzele și provoacă moartea acestora prin sufocare, Bowman reușind să se salveze în ultimul moment. În film, Bowman încearcă să recupereze cadavrul lui Poole, iar la întoarcerea pe navă descoperă că HAL îi interzice accesul și îi ucide pe oamenii care hibernează închizându-le sistemele de menținere a vieții. Totuși, în continuarea 2010: A doua odisee, Clarke schimbă povestea în conformitate cu filmul.
Filmul este mai enigmatic în ceea ce privește problema lui HAL, în timp ce romanul detaliază conflictul intern în care este prins computerul din cauza ordinului de a minți în legătură cu scopul misiunii.
Aspectul monolitului care îi educă pe Privește-Lună și tovarășii săi la începutul poveștii diferă în film față de carte. În roman, monolitul este un cristal translucid, în timp ce în film este negru și opac. Monoliții TMA-1 și TMA-2 au rămas identici în film și în carte.
În roman, HAL devine operațional pe 12 ianuarie 1997, dar în film anul este dat ca fiind 1992. Nu este singura diferență de datare; oamenii-maimuță din roman sunt vizitați de monolitul extraterestru în urmă cu 3 milioane de ani, în timp ce filmul vorbește despre 4 milioane de ani.
Faimosul citat care deschide continuarea 2010 – „Dumnezeule, e plin de stele” – nu apare de fapt în filmul 2001, ci doar în roman.

## IapetusversusJapetus
Numele satelitului saturnian Iapetus apare scris în cartea lui Clarke sub forma Japetus. Aceasta este o transcriere alternativă a numelui, care derivă de la faptul că, de multe ori, „I consonantic” ține loc de „J” în limba latină.
În cartea sa exhaustivă despre realizarea filmului The Making of Kubrick's 2001 (Signet Press, 1970, p. 290), autorul Jerome Agel aduce în discuție faptul că cel mai des se folosește transcrierea Iapetus, inclusiv în Oxford English Dictionary. El merge mai departe și remarcă faptul că „Clarke, perfecționistul”, folosește forma Japetus. Agel citează apoi dicționarul englez care definește jape ca „a glumi; a-și bate joc sau a râde de cineva sau ceva”, întrebându-se: „Clarke încearcă să ne spună ceva?”
Clarke însuși dezbate subiectul transcrierii în capitolul 19 din The Lost Worlds of 2001 (Signet, 1972, p. 127), explicând că pur și simplu (fără să-și dea seama) a folosit forma cu care era obișnuit din The Conquest of Space (1949) de Willy Ley și Chesley Bonestell, presupunând că forma cu „J” este transcrierea germană a formei grecești.

## Opinii critice
Interzone consideră că „Odiseea spațială 2001 este romanul science-fiction chintesențial - abundă în viziuni glorioase despre viitor și întrebări filozofice asupra locului omenirii în univers.” Păstrând aceeași notă, Publishers Weekly vede în roman „o operă remarcabilă de ficțiune, care țese meticulos un ambient extraterestru fascinant.”
The Washington Post apreciază că „2001 încearcă să ofere răspunsuri la unele dintre cele mai fascinante și fundamentale întrebări din toate timpurile: «Cine suntem?», «Cum am ajuns să fim ceea ce suntem?», «Ce vom deveni?»”. La rândul său, Time remarcă „stilul narativ direct și neutru, aproape științific”, concluzionând că acesta „face finalul cu atât mai surprinzător”.

## Traduceri în limba română
- 1993 - 2001 o odisee spațială, ed. Multistar, colecția "Dimensiuni" nr. 5, traducere Adrian Șerban Dobrin, 256 pag., ISBN 973-9136-07-9
- 2010 - 2001: O odisee spațială (cartonată), Colecția "Biblioteca Adevărul*
- 2010 - 2001: odiseea spațială (cartonată), ed. Nemira, colecția "Nautilus", traducere Adrian Șerban Dobrin, 272 pag., ISBN 978-606-8134-604
- 2013 - 2001: odiseea spațială, ed. Nemira, colecția "Nautilus", traducere Adrian Șerban Dobrin, 272 pag., ISBN 978-606-579-475-7